# Prasinocyma fragilis
Prasinocyma fragilis là một loài bướm đêm trong họ Geometridae.